# (13559) Werth
(13559) Werth est un astéroïde de la ceinture principale.

## Description
(13559) Werth est un astéroïde de la ceinture principale. Il fut découvert le 4 septembre 1992 à Tautenburg par Lutz Dieter Schmadel et Freimut Börngen. Il présente une orbite caractérisée par un demi-grand axe de 3,00 UA, une excentricité de 0,10 et une inclinaison de 13,7° par rapport à l'écliptique.

## Compléments